# Ушма (приток Лозьвы)
Ушма — река в Свердловской области России. Устье реки находится в 536 км по правому берегу реки Лозьва. Длина реки составляет 43 км.

## Притоки
- Лёнгсос (лв)
- 9,3 км: Большая Тосамъя (пр)
- Велетьма (лв)
- 11 км: Вирвитуп (лв)
- 15 км: Чопорья (пр)
- Пакнан-Хахнесос (пр)
- 22 км: Пурма (лв)
- Суйсоут-Луйпалсос (пр)
- Ошньёр-Товилансори (лв)

## Данные водного реестра
По данным государственного водного реестра России относится к Иртышскому бассейновому округу, водохозяйственный участок реки — Тавда от истока и до устья, без реки Сосьва от истока до водомерного поста у деревни Морозково, речной подбассейн реки — Тобол. Речной бассейн реки — Иртыш.
Код объекта в государственном водном реестре — 14010502512111200008697.